# Yahor Hatkevich
Yahor Hatkevich (tiếng Belarus: Ягор Хаткевіч; tiếng Nga: Егор Хаткевич; sinh 9 tháng 4 năm 1988) là một cầu thủ bóng đá Belarus. Tính đến năm 2018, anh thi đấu cho Isloch Minsk Raion.

## Danh hiệu
MTZ-RIPO Minsk
- Vô địch Cúp bóng đá Belarus: 2007–08

Torpedo-BelAZ Zhodino
- Vô địch Cúp bóng đá Belarus: 2015–16